# Llinars del Vallès
Llinars del Vallès è un comune spagnolo di 7 238 abitanti situato nella comunità autonoma della Catalogna.

## Storia
Nel 1381, il villaggio di Llinars del Vallès, che allora faceva parte dell'antica giurisdizione signorile del castell del Far del quale erano signori i Corbera, comprendeva 78 famiglie, che nel 1515 aumentarono a 86.
Dopo il matrimonio della nobildonna Beatriu de Corbera, signora del Far, con Francesc de Santcliment i de Santcliment nasce la baronia de Llinars, dei Corbera-Santcliment.
La baronia era costituita dalle parrocchie di Santa Maria de Llinars, Sant Esteve del Coll, Sant Sadurní de Collsabadell e buona parte delle parrocchie di Sant Julià del Fou e Sant Andreu del Far..
L'aumento della popolazione della baronia fu piuttosto lento, e solo nel 1719 questa raggiunse 159 famiglie e 524 abitanti.

## IlCastellnou de Llinars

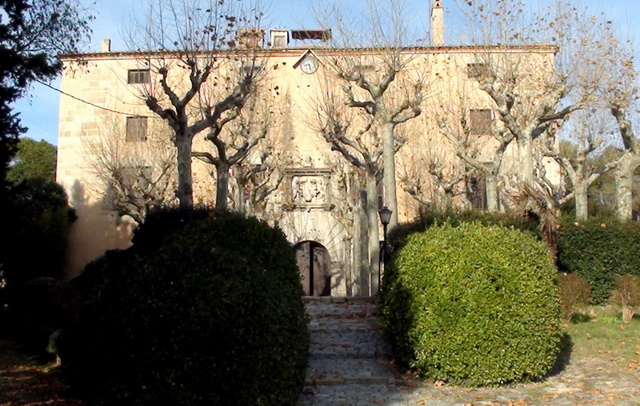
Il Castellnou (Castello nuovo)

Riambau de Santcliment, il 1º luglio 1548, visto che il castell del Far, dopo il terremoto del 1448, era in rovina avviò la costruzione di una nuova residenza baronale, e nell'arco di un decennio fu portata a termine l'edificazione del Castellnou de Llinars, un grande edificio a pianta quadrata di 27 metri in lunghezza e altrettanti in larghezza. Al centro del palazzo è un ampio cortile circondato da un porticato con colonne toscaniche. La porta del palazzo è un arco con diciassette ampi segmenti in pietra, dominato dal grande scudo dei Corbera-Santcliment sorretto da due leoni e due colonne.
Quest'elegante residenza in stile rinascimentale, che rimase la residenza dei baroni di Llinars fino al 1908 e che oggi è stato dichiarato Bé Cultural d'Interès Nacional (categoria di protezione dei beni culturali più importanti della Catalogna), è uno dei più importanti e meglio conservati edifici signorili della Catalogna, paragonabile al Palau del Lloctinent di Barcellona.

## Galleria d'immagini

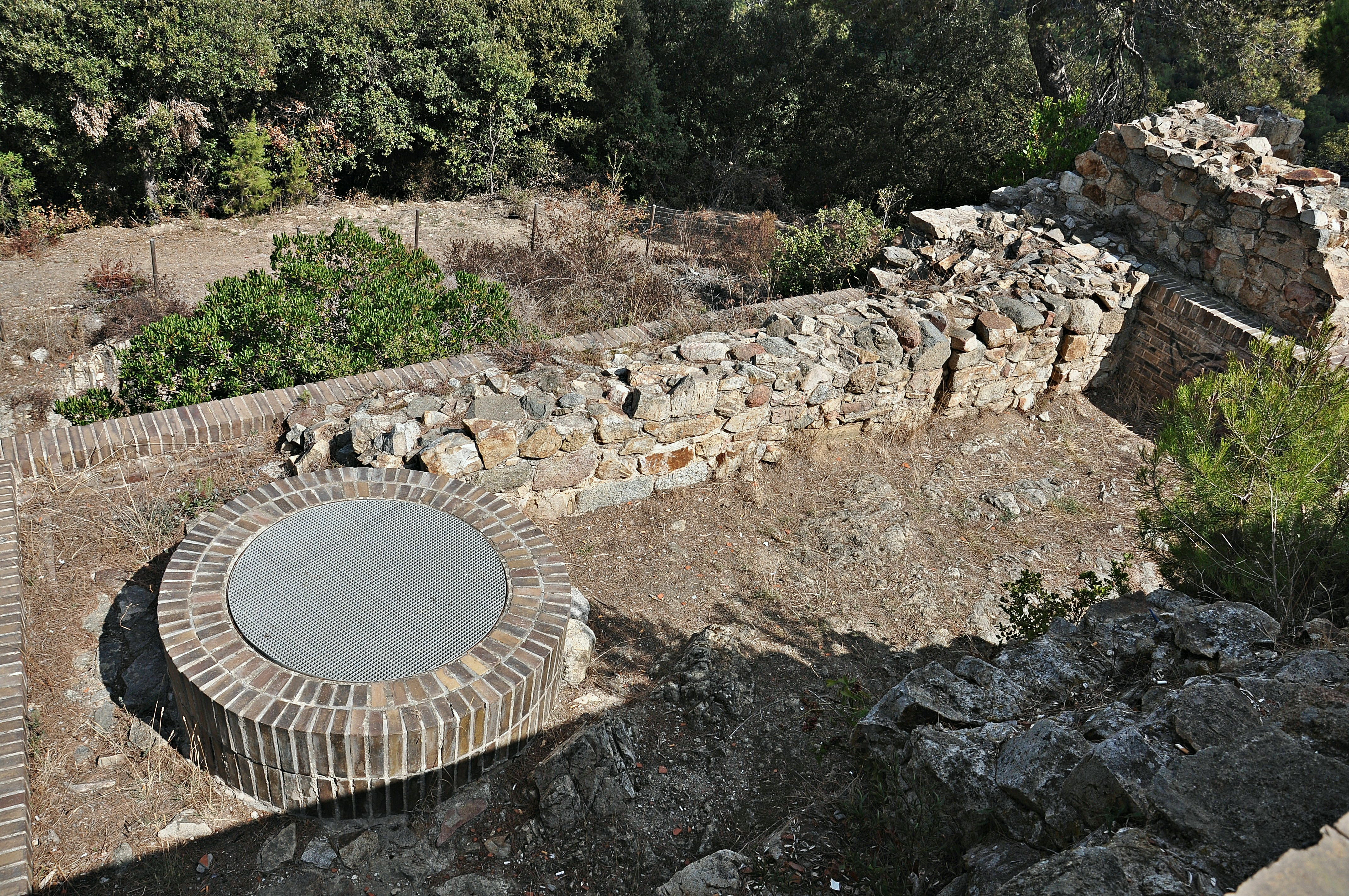
Castel del Far
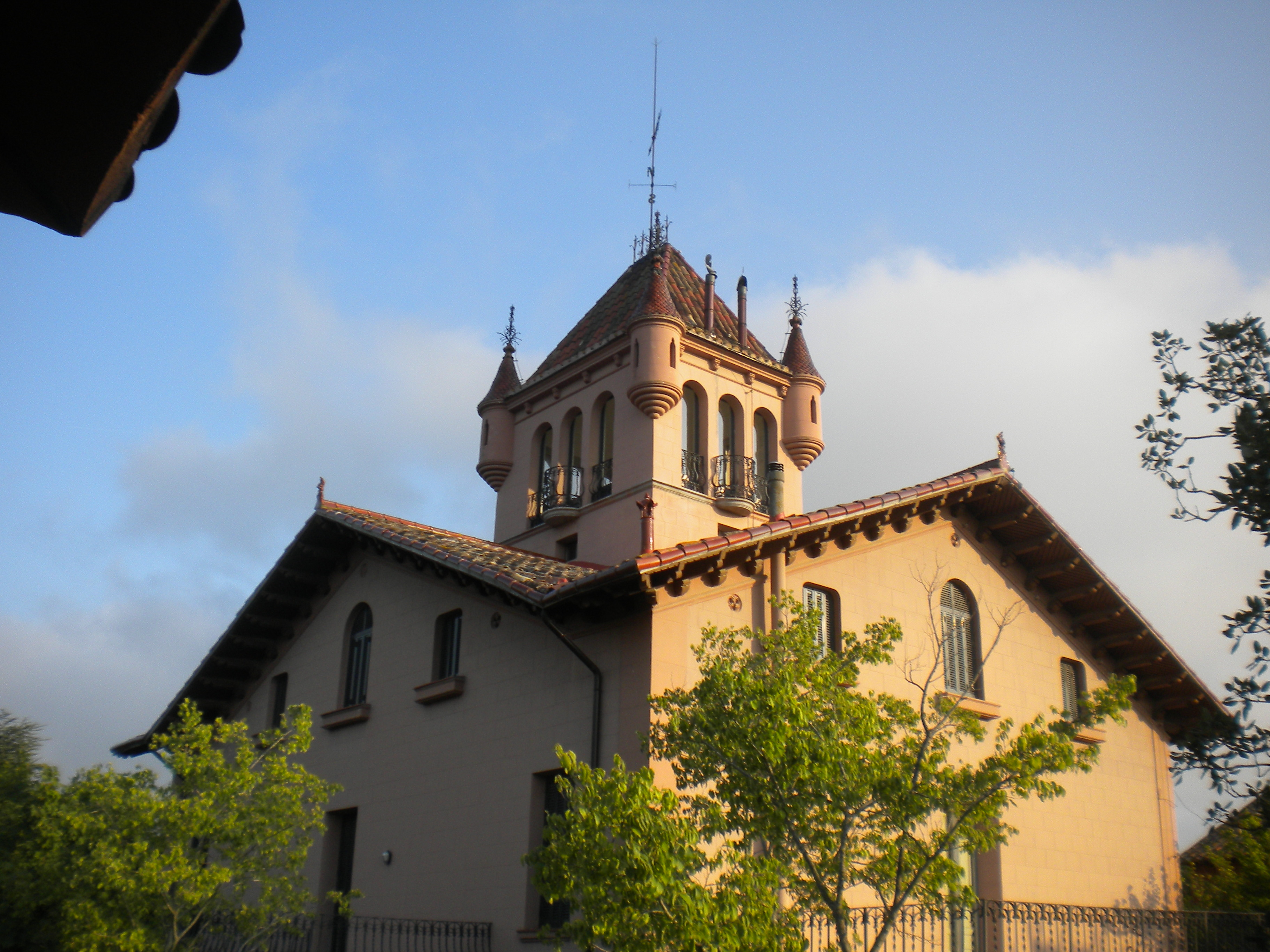
Casa modernista di Can Bordoi
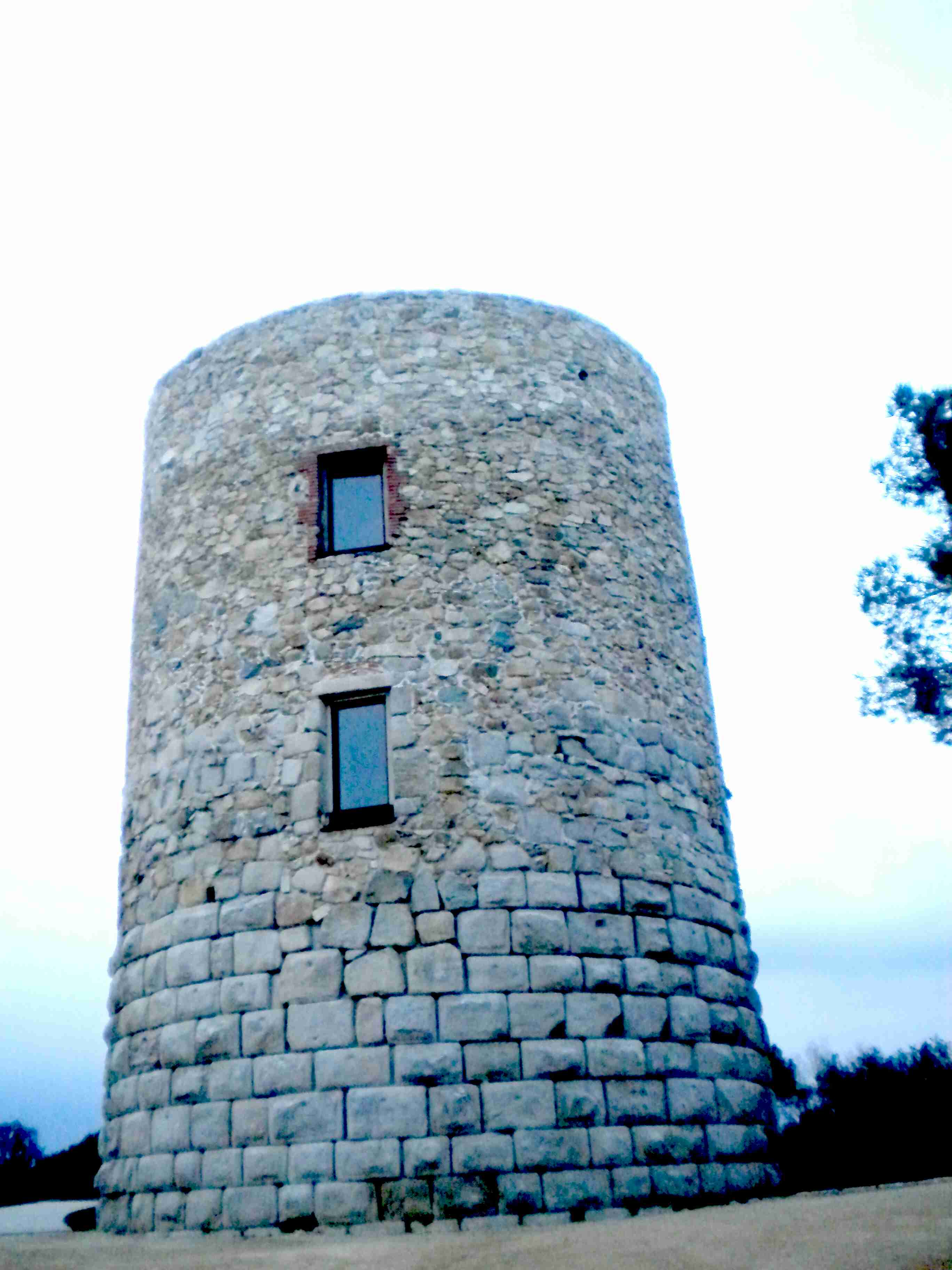
Torassa del Moro, torre di guardia di 9,5 metri di diametro, di origine romana